# Anomomorpha
Anomomorpha es un género de hongo liquenizado de la familia Graphidaceae. El género, descrito en 1891, tiene una distribución pantropical.